# Línea 207 (Santiago de Chile)
La Línea 207 de Red une la Estación Mapocho con la Pintana, recorriendo toda la avenida Santa Rosa. Forma parte de la Unidad de negocio 2 de la Red Metropolitana de Movilidad, operada por Subus Chile, correspondiéndole el color azul a sus buses.

## Historia
Inició sus operaciones junto con el plan Transantiago en febrero de 2007. El recorrido opera durante las 24 horas del día, toda la semana. 
El 12 de enero de 2013 los servicios 207 y 202 se fusionan y pasa a denominarse 230, que une Conchalí con la Pintana eliminando el transbordo en Cal y Canto, funcionando las 24 horas del día. Con esto ambos servicios son eliminados.
No obstante, 7 años después, el 3 de febrero de 2020, el servicio vuelve a operar, tras el acorte del recorrido 230 hasta el centro de Santiago, abarcando así el tramo abandonado por la 230 desde la estación Mapocho hacia el sur.

## Flota
El servicio 207 es operado principalmente con buses de 12 metros, carrozados por Foton (eBus U12SC) y , los cuales tienen capacidad de 90 personas. En ciertos horarios de mayor afluencia de público, se incorporan buses articulados de 18 metros con capacidad de 160 personas, cuyo chasis es Volvo B8RLEA y son carrozados por Marcopolo (Gran Viale BRT).

Anteriormente poseía buses carrozados por Marcopolo(Gran Viale) y Caio (Mondego LA y L), en chasis Volvo B9SALF y B7RLE.

## Trazado
Este recorrido recorre las principales vías de conexión entre Santiago y Puente Alto, siguiendo una ruta transversal de oriente a sur por San Antonio y San Francisco, pasando por importantes lugares de confluencia de gente, tales como la Avenida Santa Rosa y Camino El Retiro.
207 Mapocho - Av. Santa Rosa
| Ida - Comuna de Santiago - San Antonio - Av. Libertador Bernardo O'Higgins - San Francisco - Bio-Bio - Av. Santa Rosa - Comuna de San Miguel y San Ramón - Av. Santa Rosa - Comuna de La Pintana - Av. Santa Rosa - Camino El Retiro - De Servicio | Regreso - Comuna de Puente Alto - Av. Santa Rosa - Camino El Retiro - Av. Santa Rosa - Comuna de La Pintana, La Granja y San Joaquín - Av. Santa Rosa - Comuna de Santiago - Av. Santa Rosa - Enrique Mac-Iver - Cardenal José María Caro |

## Puntos de interés
- Iglesia San Francisco
- Municipalidad de San Joaquín
- Metro Santa Rosa
- Municipalidad de La Granja
- Estación Experimental La Platina
- Municipalidad de La Pintana